# Anna Adelheit Catharina von Bartensleben
Anna Adelheit Catharina von der Schulenburg, geborene von Bartensleben, (* 10. Oktober 1699 auf der Wolfsburg in Alt-Wolfsburg; † 18. April 1756 ebenda) war seit 1728 Reichsgräfin und Alleinerbin der Besitzungen des Hauses von Bartensleben.

## Leben
Anna Adelheit Catharina wurde als drittes Kind von Gebhard Werner von Bartensleben und dessen Gemahlin Anna Elisabeth (geborene von Bodenhausen) auf dem Familiensitz in Alt-Wolfsburg geboren. Im Jahr 1718 heiratete sie Adolph Friedrich von der Schulenburg. Dieser war Besitzer der Rittergüter Beetzendorf, Detzel, Klosterrode, Osterwohle und Ramstedt. Da ihre Geschwister alle in jungem Alter verstarben, wurde sie, nach dem Tode ihres Vaters, des letzten männlichen Vertreters des Hauses von Bartensleben, die Alleinerbin seiner Besitzungen, zu denen auch der Familiensitz gehörte. Durch ihre Heirat konnte die Familie von Bartensleben eine engere Verbindung mit dem preußischen Königshaus knüpfen. Ihr Gemahl traf sich regelmäßig mit König Friedrich Wilhelm I., welcher ihm ein Grundstück in der Nähe des Tiergartens in Berlin schenkte und den Bau des dortigen Palais (1736–1739) finanzierte. Dieses Gebäude diente der Adelsfamilie als Stadthaus in Berlin. Als Adolph Friedrich im Jahr 1728 zum Generalmajor ernannt und in den Stand eines Reichsgrafen erhoben wurde, ging dieser Titel ebenfalls an seine Gemahlin, die sich fortan Reichsgräfin von der Schulenburg nennen durfte. Markgräfin Wilhelmine von Bayreuth hatte unter ihren Bildnissen „mehrerer Schönheiten“ ein Porträt von Anna Adelheit Catharina von der Schulenburg (angefertigt von Antoine Pesne) in ihrem Musikzimmer hängen.

## Familie

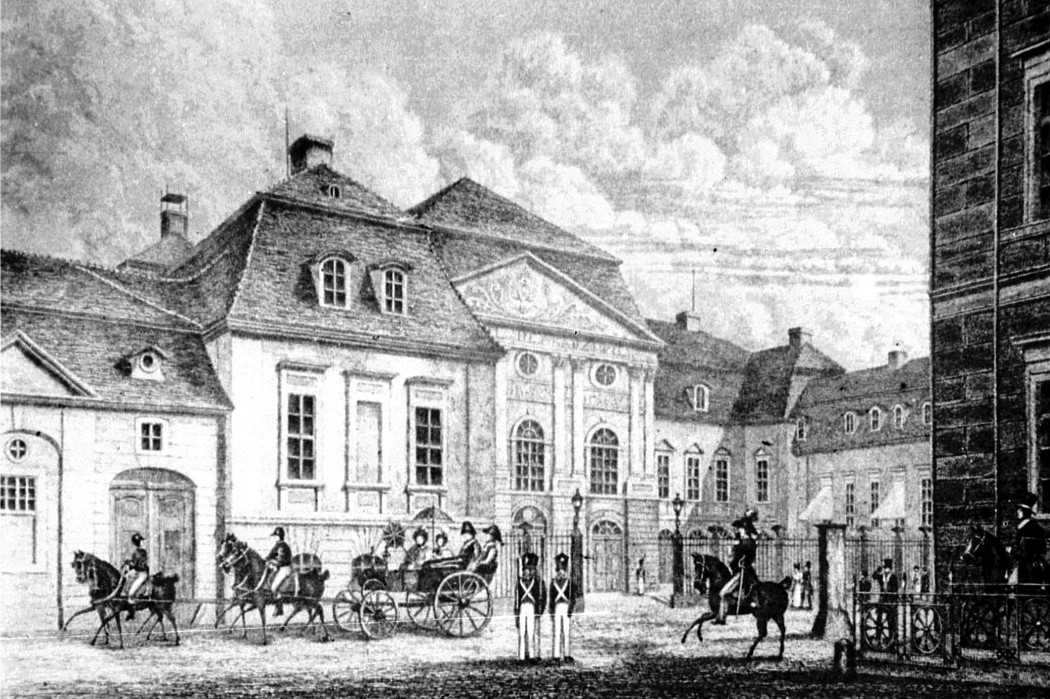
Stadthaus „Palais Schulenburg“, die spätere Reichskanzlei in Berlin

Die Reichsgräfin hat in 23 Jahren der Ehe 15 Kindern das Leben geschenkt, wovon drei bereits in jungem Alter verstarben. Nachdem ihr Gemahl in der Schlacht bei Mollwitz gefallen und kurz darauf auch ihr Vater verstorben war, wurde sie zur Alleinherrscherin über das Schloss und weite Teile des Gutes Wolfsburg erklärt. Sie hatte als alleinerziehende Mutter 12 zum Teil noch minderjährige Kinder zu versorgen und kämpfte vor Gericht um das familiäre Erbe. Für ihre Tochter Anna Elisabeth (1720–1741) hatte König Friedrich Wilhelm I. im Jahr 1738 die Hochzeitsfeierlichkeiten mit dem Juristen Graf Abraham Wilhelm von Arnim-Boitzenburg (1713–1761) im „Palais Schulenburg“ ausgestattet.
Weitere Kinder waren
- Gebhard Werner von der Schulenburg
- Sophie Friederike Charlotte von der Schulenburg
- Achaz Wilhelm von der Schulenburg
- Friedrich August I. von der Schulenburg

Ihre Geschwister waren Hans Daniel († 1720), Kraft Burkhard († 1719) und Carl Ludwig († 1714) sowie zwei Schwestern, die alle frühzeitig verstorben sind.